# Cardellina
Cardellina là một chi chim trong họ Parulidae.